# 拉妲奎师那
拉妲奎师那是印度的电视剧，于2018年10月1日播出，其中奎师那（黑天）是印度神毗湿奴的十大化身之一。

## 剧情
印度的吟游诗人那罗陀带着奎师那的信徒Sridhama去牛界去找奎师那。在到达牛界的门前时Sridhama说奎师那的名字，那罗陀说你要是也像进入牛界就也要吟赞拉妲的名字。Sridhama却不高兴说拉妲不过是奎师那的恋人，就不愿意念她的名字。那罗陀就自己说了拉妲的名字。在牛界之门打开后，两人就进入了牛界。

## 人员
导演: Munshi Ambur Rahmaan
编剧: Utkars Naidhani Dialogues Vinod Sharma

## 演员
Sumedh Mudgalkar
Mallika Singh